# CATNIX
El Punt Neutre d'Internet a Catalunya (CATNIX, Catalunya Neutral Internet Exchange) és una infraestructura que connecta les xarxes d'operadors i proveïdors de continguts i de serveis internet (ISP) per facilitar-los l'intercanvi de tràfic situat a Catalunya. Agilitza les comunicacions permetent l'intercanvi local del tràfic.
A Catalunya, el CATNIX serveix també de punt d'intercanvi entre la internet comercial i la internet dedicada al món acadèmic i de recerca. En aquesta infraestructura es connecten les xarxes d'operadors i ISP amb les de l'Anella Científica i RedIRIS.
El CATNIX té tres punts de presència a Barcelona: les instal·lacions del CSUC, a Campus Nord, el CPD d'Equinix, a Zona Franca i el CPD de bitNAP, a L'Hospitalet de Llobregat. El CSUC també verifica els requisits administratius i tècnics que han de complir totes les futures entitats que s'hi vulguin connectar.
El CATNIX forma part de l'associació de punts neutres europeus Euro-IX de la qual és també membre fundador. A més, és membre de MANRS, una iniciativa global que vetlla per la seguretat i l'eficiència dels encaminaments.
L'any 2019 i coincidint amb el seu 20è aniversari el CATNIX renova la seva imatge corporativa amb un nou web i un nou logotip.

## Objectiu
L'objectiu del CATNIX és encaminar localment el tràfic d'internet de manera que els usuaris finals rebin un millor servei en reduir el camí que la informació ha de recórrer des que es demana (a través del web, de l'ftp, etc.) fins que es rep.

## Membres
Els següents operadors i proveïdors de serveis d'internet (ISP) són membres del CATNIX:
- Acens
- Adam
- Adamo
- Akamai
- Altecom
- Andorra Telecom
- Anella Científica
- bitNAP
- BT
- Claranet
- CloudFlare
- Colt
- CTTI
- e-Ports
- Easynet
- Equinix
- Eurona
- Everywan
- Google
- guifi.net
- Hurricane Electric
- Institut Municipal d'Informàtica
- Internet Systems Consortium
- Labelgrup
- Microsoft
- Nexica
- NTTE
- Orange
- Orange Business Services
- Packet Clearing House
- RedIRIS
- RIPE NCC
- Sarenet
- Sered
- T-Systems
- Telefónica
- Verisign
- Vodafone
- Vola
- VozTelecom

## Història
El CATNIX va néixer com a fruit del Pla Estratègic per a la Societat de la Informació ''Catalunya en Xarxa'' de l'any 1999, una iniciativa conjunta del Govern de la Generalitat de Catalunya i Localret, per tal "d'establir les bases i definir les actuacions que permetin a Catalunya assolir una posició capdavantera en aquesta nova Societat de la Informació". Una de les accions proposades va ésser la "creació d'un node neutre" a Catalunya.
El conveni per a la seva creació es va signar el 7 d'abril de 1999 al Pati dels Tarongers del Palau de la Generalitat de Catalunya, a iniciativa de l'antic Centre de Supercomputació de Catalunya (CESCA) i amb el patrocini del llavors Comissionat per a la Societat de la Informació, per interconnectar operadors de telecomunicacions, proveïdors d'internet i la comunitat científica catalana.

## Òrgans de govern
El Consell de Govern del CSUC ha delegat a la Comissió Estratègica del CATNIX la gestió del CATNIX. Aquesta està formada per un representant de cadascuna de les entitats connectades al Punt Neutre, el representant al Consell de Govern del CSUC del departament competent en matèria de societat de la informació (o persona qui delegui), que actua com a President, i el director d'Administració i Finances del CSUC, que actua com a Secretari.
Les decisions de la Comissió es prendran per majoria de dos terços, a excepció de:
- L'admissió de noves entitats que es vulguin afegir al Punt Neutre i que seran admeses pels criteris definits, a la seva creació.
- Els canvis en aquest Conveni, que requeriran unanimitat de tots els signants.

El President convoca aquesta comissió, amb 15 dies d'antelació, almenys una vegada a l'any, durant l'últim trimestre, per fer balanç del funcionament del servei i aprovar la quota anual a pagar durant l'any següent. També es pot convocar quan ho sol·liciti almenys una tercera part de les entitats connectades al Punt Neutre.
A més, també s'ha creat una comissió tècnica, la Comissió Tècnica per a l'Intercanvi de Dades del CATNIX l'any 1999, per analitzar i debatre els temes relacionats amb el funcionament del servei per a dades. Sense perjudici de les competències d'aquesta comissió, la gestió ordinària del Punt Neutre és responsabilitat del CSUC.

## Característiques tècniques
Cadascun dels 3 emplaçaments que conformen la infraestructura de xarxa del CATNIX- CSUC, Equinix i bitNAP- està equipat amb un commutador Arista 7280SE. La connexió entre CSUC i Equinix es fa mitjançant 3 enllaços de 10 Gbps cadascun, amb equips òptics diversificats. La connexió entre Equinix i bitNAP es fa amb un enllaç de 10 Gbps.
El CATNIX ofereix interfícies d'1 Gbps, 10 Gbps i 100 Gbps. També ofereix agregats de ports d'aquestes velocitats.
Mitjançant els seus 3 punts de presència o emplaçaments, el CATNIX ofereix als seus membres la possibilitat de fer intercanvis privats, a banda de l'intercanvi comú del punt neutre. Per fer-los, hi ha dues possibilitats: VLAN separades o circuits dedicats.
Per tal de mantenir la qualitat de servei al CATNIX, s'utilitza un procediment de detecció de congestió que evita que una línia mal dimensionada per part d'algun dels membres pugui degradar el servei per a la resta. D'aquesta manera, quan es detecta congestió lleu, s'avisa a l'entitat afectada i quan es detecta congestió greu, se li requereix que ampliï la seva capacitat.
Els commutadors tenen una capacitat de commutació de 1,44 Tbps a Campus Nord i Equinix, i d'1,36 Tbps a bitNAP; disposen de 48 ports de fibra a 1 Gbps o 10 Gbps, ampliables a 72 a Campus Nord i Equinix i a 56 a bitNAP, i capacitat de créixer amb ports de 40 Gbps i 100 Gbps. També disposen de fonts d'alimentació redundants i una gran capacitat als seus buffers (ultradeep buffers) per facilitar el pas de tràfic multimèdia sense pèrdues, per exemple entre ports a velocitats molt diferents.

## Serveis addicionals
El CATNIX posa a disposició dels seus membres tota una sèrie de serveis de valor afegit: multicast, IPv6, Servidor NTP, Servidor IXP-Watch, Servidor de prefixes bogon, Servidor arrel de noms F, Looking Glass, Gestió fora de banda, Servidor arrel de noms J, Rèpliques del .com i .net, Servei 24x7, Test de velocitat, Servidor arrel de noms L, Servidor arrel de noms K, RIPE RIS, Panell de monitoratge, node arrel LISP DDT, M-Lab, Route-server, Protecció de l'intercanvi LAN i Peering matrix.